# Poljaci
Poljaci (en serbe cyrillique : Пољаци) est un village de Serbie situé sur le territoire de la Ville de Kruševac, district de Rasina. Au recensement de 2011, il comptait 353 habitants.
Le village de Poljaci a été fondé au XVIe siècle.

## Démographie

### Évolution historique de la population
| 1948 | 1953 | 1961 | 1971 | 1981 | 1991 | 2002 | 2011 |
| ---- | ---- | ---- | ---- | ---- | ---- | ---- | ---- |
| 625  | 641  | 602  | 567  | 542  | 501  | 393  | 353  |

|  |